# Öndör Chajrchan uul
Öndör Chajrchan uul (mong. Өндөр хайрхан уул) – góra w północno-zachodniej Mongolii, na terenie ajmaku bajanolgijskiego. Stanowi część pasma Ałtaju Mongolskiego. Jest jedną z trzynastu gór tego łańcucha posiadających lodowce. Z góry wypływa opadający na północ strumień Czuluut Bulag.